# Margaret Hendrie
Margaret Hendrie (nhũ danh Griffith, 1935–1990) là một nhà văn đến từ quốc đảo Nauru thuộc Châu Đại Dương. Hendrie đã sáng tác lời tiếng Nauru của bài "Nauru Bwiema", bài quốc ca của đất nước. Để chuẩn bị cho buổi lễ độc lập của đất nước được tổ chức vào năm 1968, lời bài hát của Hendrie đã được phổ nhạc bởi nhạc sĩ người Úc Laurence Henry Hicks.